# Кал при Крмељу
Кал при Крмељу (словен. Kal pri Krmelju) је насељено место у општини Севница, Посавска регија, Словенија.

## Историја
До територијалне реорганизације у Словенији био је у саставу старе општине Севница.

## Становништво
У попису становништва из 2011. године, Кал при Крмељу је имао 59 становника.
| Број становника према пописима | Број становника према пописима | Број становника према пописима |
| ------------------------------ | ------------------------------ | ------------------------------ |
| 1991                           | 2002                           | 2011                           |
| 79                             | 65                             | 59                             |

Напомена: До 1955. исказивано под именом Кал.